# Hyalophora gloveri
Hyalophora gloveri är en fjärilsart som beskrevs av John Kern Strecker 1872. Hyalophora gloveri ingår i släktet Hyalophora och familjen påfågelsspinnare. Inga underarter finns listade i Catalogue of Life.

## Bildgalleri

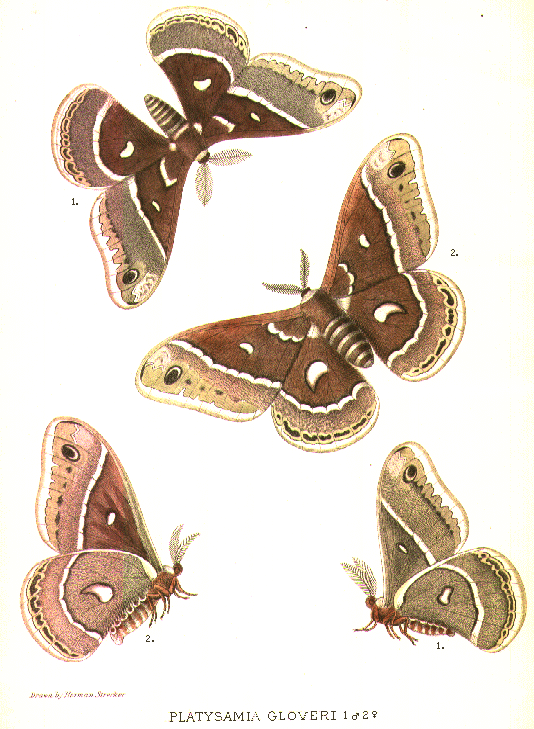